# Tereza Kerndlová
Tereza Kerndlová (Brno, Checoslovaquia, 6 de octubre de 1986) es una cantante checa que representó a su país en el Festival de la Canción de Eurovisión 2008 con el tema «Have some fun».

## Carrera
Saltó a la fama como miembro del trío Black Milk en 2001. Después de la separación del trío, ella empezó en 2005 su carrera en solitario y lanzó su álbum Orchidej.
Representó a República Checa en el Festival de la Canción de Eurovisión 2008, interpretando la canción «Have some fun». No consiguió superar su semifinal, en la cual quedó penúltima con 9 puntos.